# Codex Laureshamensis

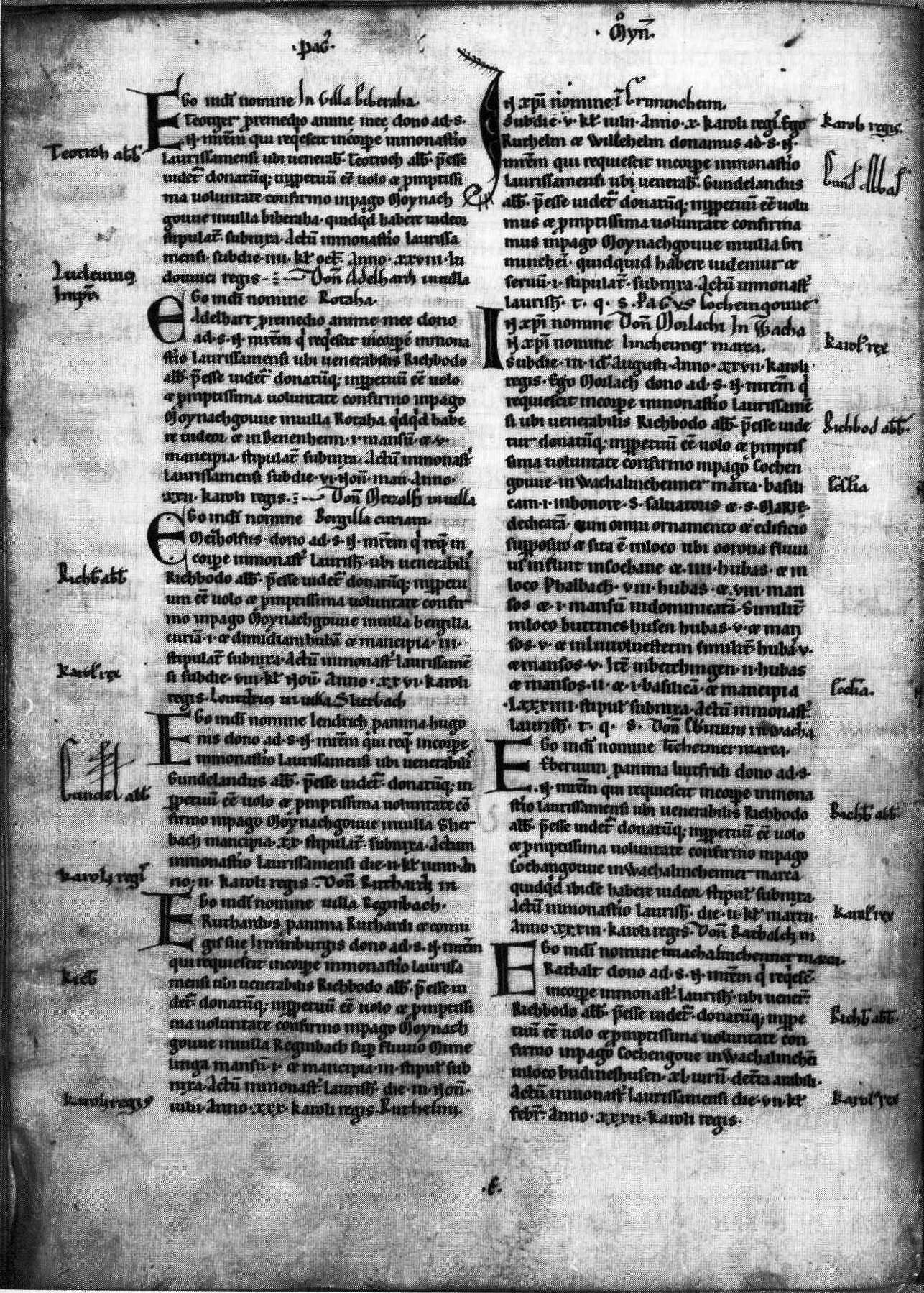
Prima menzione della chiesa di Böckingen nel 795

Il Codice di Lorsch (Chronicon Laureshamense, Lorscher Codex, Codex Laureshamensis in latino) è un libro manoscritto di 460 pagine redatto nel Monastero di San Nazario nell'Abbazia di Lorsch, tra il 1167 e il 1190. Comprende una storia dettagliata dell'abbazia, un cartulario di 3836 documenti così come alcuni polittici. Il valore del cartulario è particolarmente grande perché gli originali sono andati perduti. Il codice è oggi conservato negli archivi di stato della Baviera a Würzburg.
Il "codice" è stato scritto nel XII secolo per documentare i diritti e possedimenti dell'abbazia, mentre il potere di Lorsch stava già scemando. I documenti del cartulario riguardano acquisti e donazioni a partire dal 764. Esso comprende anche due repertori dei benefattori dell'abbazia e la cronologia degli abati. Questa cronaca viene utilizzata principalmente come fonte per la storia della costruzione e lo sviluppo del tesoro della chiesa. Solo la lettera iniziale della prima pagina, la capolettera "D", è illustrata con miniature. Il testo è scritto in minuscola carolina. Le donazioni di principi e imperatori sono menzionate per prime, seguite da quelle delle persone, classificate per Gau (paese), come quelle di Worms, dove l'abbazia possedeva più di 1180 beni, da Spira, del Reno, del Meno, del Neckar e del Kraichgau. È nel codice di Lorsch che molte località sono menzionate per la prima volta: in totale ne cita oltre 1000.